# Hang (album)
Hang is het achtste en meest recente studioalbum van de Amerikaanse punkband Lagwagon. Het was het eerste studioalbum in negen jaar, het voorgaande album Resolve kwam namelijk uit 2005.  Het nummer "Drag" werd oorspronkelijk uitgegeven in 2011 op het album Doesn't Play Well with Others, een studioalbum van Joey Cape, zanger van Lagwagon en Bad Astronaut.

## Nummers
1. "Burden of Proof" - 0:56
2. "Reign" - 3:21
3. "Made of Broken Parts" - 2:20
4. "The Cog in the Machine" - 3:38
5. "Poison in the Well" - 2:33
6. "Obsolete Absolute" - 6:11
7. "Western Settlements" - 3:07
8. "Burning Out in Style" - 2:55
9. "One More Song" - 3:18
10. "Drag" - 2:19
11. "You Know Me" - 4:17
12. "In Your Wake" - 3:55

### Bonustracks
1. "Don't Laugh At Me" (cover van Peter, Paul and Mary) - 4:00
2. "Exit" (cover van No Use for a Name) - 3:22

## Band
- Joey Cape - zang
- Chris Flippin - gitaar
- Chris Rest - gitaar
- Dave Raun - drums
- Joe Raposo - basgitaar